# Крихти
У виготовлені випічки, кондитерські крихти, крихти (штройзель від нім. streusel нім. вимова: [ˈʃtʁɔʏzl̩]) — розсипчаста посипка (топінг) з борошна, вершкового масла та цукру, яка випікається поверх мафінів, хлібів, пирогів та тістечок. У деяких сучасних рецептах додають спеції і подрібнені горіхи. Суміш можна також викласти стрічкою посередині тістечка. 
Випечені страви, котрі мають розсипчасту посипку зверху-це розсипчастий пиріг, кавовий пиріг, бабка, і яблучний крісп. 
Термін також іноді використовується для різної випічки, посипаної зверху або змішаної з крихтами. 

## Етимологія
Від німецького Streusel («щось, що розсіюють або посипають»), від дієслова streuen (родинно пов'язанного з англійським дієсловом посипають англ. strew). 